# ألونسو غارسيا دي رامون
ألونسو غارسيا دي رامون (بالإسبانية: Alonso García Ramón)‏ هو ضابط إسباني، ولد في 1552 في قونكة في إسبانيا، وتوفي في 5 أغسطس 1610 في كونثبثيون في تشيلي.